# Davis Anchorage
Davis Anchorage ist eine kleine Bucht an der Ingrid-Christensen-Küste des ostantarktischen Prinzessin-Elisabeth-Lands. Sie liegt jenseits der Breidnes-Halbinsel in den Vestfoldbergen. Die Bucht wird im Westen begrenzt von den Krat Rocks und den Hobby Rocks sowie im Osten durch Felsen und Untiefen, die 800 m vor der Davis-Station liegen.
Die Bucht dient als Ankerplatz (englisch anchorage) für die Schiffe der Australian National Antarctic Research Expeditions zum Besuch der Davis-Station, nach der die Bucht seit 1957 benannt ist.